# Арсений (Стойкович)
Епископ Арсений Стойкович (серб. Епископ Арсеније Стојковић; 28 октября 1804, село Мокрин, Воеводина, Австрийская империя — 29 марта 1892, Сентендре, Австро-Венгрия) — епископ Карловацкой патриархии, епископ Будимский. профессор богословия, библиофил. Почётный член Сербской академия наук и искусств (1873).

## Биография
Родился 28 октября (9 ноября) 1804 года в Мокрине в Бачке в семье диакона и сельского учителя Трифуна Стойковича.
Начал обучение в родном селе, затем в 1815 году продолжил учёбу в Сентивану (близ с Сегеда), где его отец стал священником. Успешно окончил венгерскую пятиклассную гимназию в Сегеде, затем в 1822 году окончил сербскую учительскую школу в Сомборе и православную духовную семинарию в Вршаце в 1825 году. Изучал философию и право в университетах Сегеда (1827), два года изучал юриспруденцию в Университете Пешта (1828—1829).
В 1830 году протосинкеллом Пантелеимоном (Живковичем) в монастыре Раковац пострижен в монашество. Был рукоположён в сане диакона и направлен для служения в соборе св. Николая в Сремски-Карловци. Тогда же, стал преподавателем Карловацкой духовной семинарии. С 1833 года — архидиакон.
Профессор богословия с 1839 года. Архимандрит монастыря Раковац с 1839 года. В 1845 года — архимандрит монастыря Гргетег.
После смерти епископа Бачского Георгия (Хранислава) с 1843 по 1851 временно управлял Бачской епархией.
В 1853—1892 гг. — Арсений (Стойкович) был епископом Будимской епархии Сербской Православной Церкви (СПЦ) с кафедрой в Сентендре (Венгрия), объединявшей приходы СПЦ в Венгрии, Чехии и Словакии.
В 1870 году после смерти Патриарха Самуила (Маширевича) избран администратором (местоблюстителем) Карловацкой митрополии. Вёл тяжёлую борьбу за сербские национальные и церковные права, что сделало его популярным в народе. В 1872 году власти сместили его с должности местоблюстителя и ввели чрезвычайное положение.
30 января 1873 года — почётный член Сербского научного общества.
29 мая (11 июня) 1874 года при голосовании епископ Арсений Стойкович получил абсолютное большинство голосов, но Правительство не хотело утвердить его избрание и запретило ему повторно выставлять свою кандидатуру; выбор в итоге пал на митрополита Трансильванского Прокопия (Ивачковича), который был настолован в июле 1874 года в Соборной церкви в Сремских Карловцах. Его избрание утвердили Франц Иосиф и председатель правительства Венгрии Стефан Бито из Сарошфалве. В декабре 1879 года митрополит Прокопий был отправлен на покой.
На церковном соборе 1881 года епископ Арсений снова избирался Патриархом, но и на этот раз ни австрийский император, ни венгерский король не признали его в таковом качестве. Тем не менее, его иногда называют неинтронизированным Патриархом Сербским Арсением V.

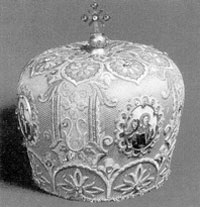
Митра епископа Арсения (Стойковича)

Скончался 29 марта (10 апреля) 1892 года в Сентендре и был похоронен в тамошней Соборной церкви, вместе с большинством Будимских епископов.
6 тыс. книг из собрания епископа-библиофила Арсения (Стойковича) после его смерти были переданы в Будимскую библиотеку.